# 앨리슨 스미스
앨리슨 스미스(Allison Smith, 1969년 12월 9일 ~ )는 미국의 배우, 가수, 텔레비전 배우, 영화배우, 작가이다.
맨해튼에서 태어났다.

## 영화
- 아이린 인 타임 (2009년)
- 라이프 애프터 투마로우 (2006년) - 본인 역
- 헬터 스켈터 (2004년)
- 애니매트릭스 (2003년)
- 홀즈 (2003년)
- 공포의 집 (2000년)
- 웨스트 윙 시즌1 (1999년)
- 다니엘 스틸 - 진정한 사랑 (1996년)
- 어 리즌 투 빌리브 (1995년) - 샤롯 바이른 역
- 라스트 프라이데이 (1993년) - 빅키 역